# Pädagogium Putbus

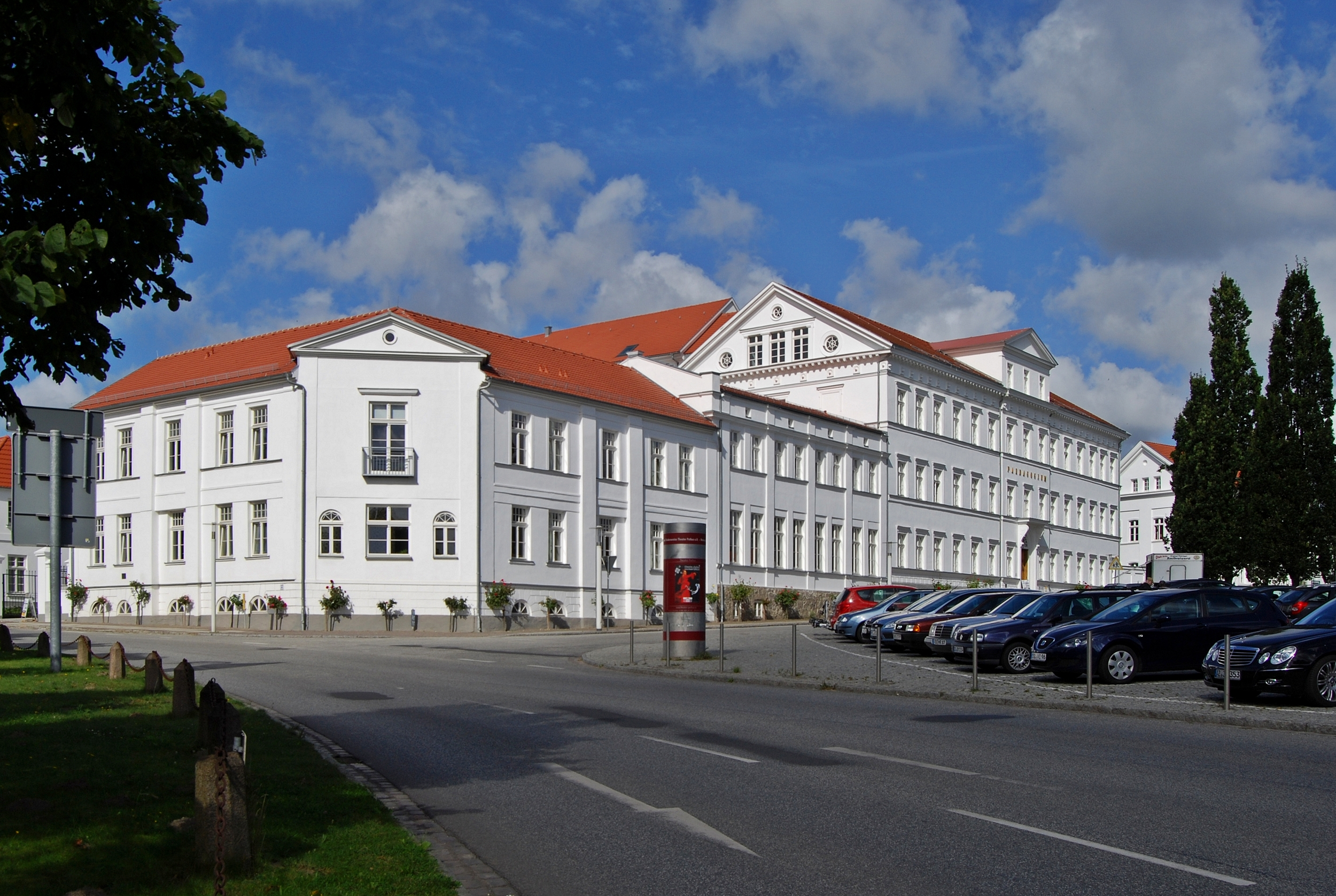
Das ehemalige Pädagogium am Circus in Putbus

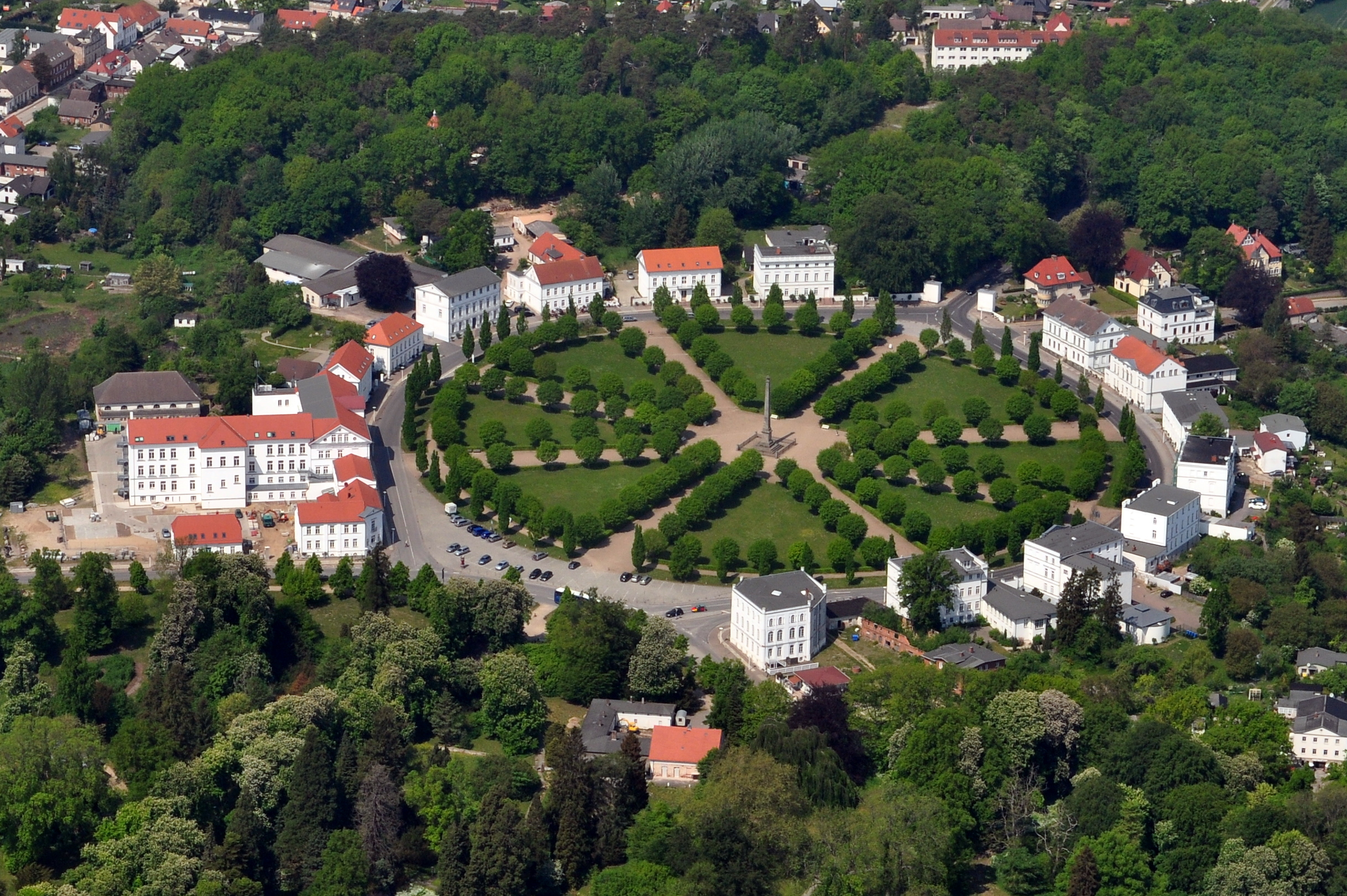
Luftbild (2011) des Circus, links die Gebäude des ehemaligen Pädagogiums

Das Pädagogium zu Putbus war ein 1836 in Putbus auf Rügen gegründetes Gymnasium mit Alumnat. Die direkt am Putbuser Circus in einem das Ortsbild mitprägenden klassizistischen Gebäude angesiedelte Lehranstalt war zuerst als königliches, ab 1919 als staatliches Pädagogium eine höhere Bildungseinrichtung von ausgezeichnetem Ruf. Von der einheimischen Bevölkerung wurde es als Pädschen bezeichnet, die Schüler nannten sich Pädschler.
1941 erfolgte die Umwandlung in eine Nationalpolitische Erziehungsanstalt. Von 1946 bis 1975 wurden Lehrer ausgebildet, bevor das Haus bis 2000 eine Sonderbildungseinrichtung für Hörgeschädigte beherbergte.
Von 2002 bis 2014 befand sich eine Höhere Berufsfachschule für Informatik im Gebäude, das IT-College Putbus.

## Geschichte

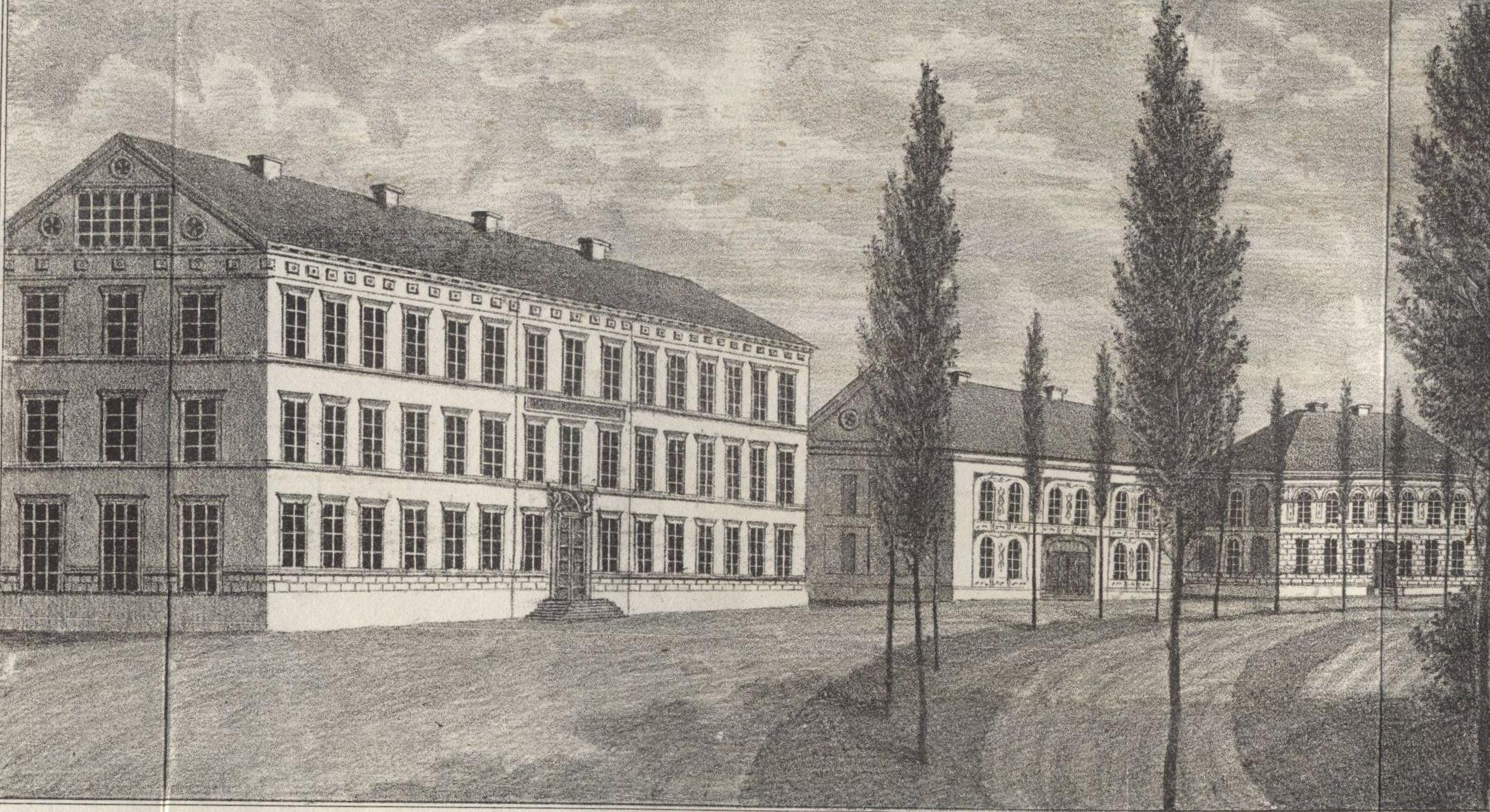
Ansicht des Hauptbaus 1839

Fürst Wilhelm Malte zu Putbus ließ seit 1808 Putbus zur fürstlichen Residenz ausbauen. Angeregt durch Ferdinand Hasenbalg, der zu dieser Zeit Lehrer am Gymnasium Stralsund war, fasste er in den 1820er Jahren das Ziel, in Putbus eine höhere Bildungsanstalt für Knaben aus dem pommerschen Adel und dem Bürgertum einzurichten. Bei den preußischen Behörden stieß dieses Vorhaben zwar auf Wohlwollen, das Ministerium der geistlichen, Unterrichts- und Medizinalangelegenheiten unter dem Minister Altenstein hatte jedoch keine Mittel zur Förderung des Projekts zur Verfügung. Der Fürst wandte sich darauf 1830 direkt mit der Bitte um Unterstützung an den preußischen König Friedrich Wilhelm III. und bot zugleich an, den Bau der erforderlichen Gebäude aus eigener Tasche zu finanzieren. Der Staat sollte die Bezahlung der Lehrer übernehmen. Die Bauarbeiten unter der Leitung des Baumeisters Theodor Bamberg begannen 1833 und dauerten bis 1836.
Der König erklärte sich 1835 bereit, das Patronat der Lehranstalt zu übernehmen. Die Baukosten von rund 30.000 Talern wurden dem Fürsten zur Hälfte ersetzt. Für die zweite Hälfte wurde ihm das Recht eingeräumt, Freistellen zu vergeben. Die feierliche Eröffnung als Königliches Pädagogium erfolgte am 7. Oktober 1836. Zum ersten Direktor wurde Ferdinand Hasenbalg ernannt, dem als Oberlehrer Franz Biese und Gustav Brehmer zur Seite standen. Außerdem gehörten vier Adjunkten und drei technische Lehrer zum Kollegium.
Das Pädagogium unterstand anfangs dem Konsistorium der Provinz Pommern in Stettin, bevor das Provinzialschulkollegium 1845 als eigene Behörde ausgegliedert wurde. Die örtliche Aufsicht führte ein Kuratorium, dessen Vorsitzender der jeweilige Besitzer der Grafschaft Putbus war. Der Direktor war stellvertretender Vorsitzender. Ebenfalls gehörten der 1. Oberlehrer und der Religionslehrer, der zugleich als Geistlicher für die Schlosskirche zuständig war, dem Kuratorium an. Weitere Mitglieder waren der Superintendent der Synode von Garz/Rügen, ein Jurist und später ein Vertreter der Ritterschaft Rügens.
Das jährliche Schulgeld betrug 200 Taler. Das Alumnat war ursprünglich für 60 Schüler berechnet, davon waren maximal 30 sogenannte Beneficiatenstellen, für die nur 80 Taler Kost- und Schulgeld anfielen. Außerdem gab es noch die bei den Lehrern wohnenden „Halbpensionaire“, deren Zahl auf 16 beschränkt war. Diese und hauswärtige Schüler hat ein Schulgeld in Höhe von 50 Talern zu zahlen.
Im Eröffnungsjahr besuchten 37 Schüler das Pädagogium. Die Zahl der Schüler stieg in den nächsten Jahren an. Die Gesamtzahl schwankte zwischen 120 und 170 Schülern und erreichte 1876 mit 182 Schülern einen Spitzenwert. Im Alumnat wurden in den Jahren 1886 bis 1908 zwischen 64 und 90 Schüler untergebracht, die höchste Zahl dabei 1904. Der größte Teil der Schüler stammte von der Insel Rügen und aus der übrigen Provinz Pommern. Weitere kamen aus Mecklenburg, Berlin und aus weiteren großen deutschen Städten.
Wilhelm Malte I. hatte dem Pädagogium seine rund 10.000 Bände umfassende Bibliothek geschenkt. Diese verblieb an ihrem Standort in einem Saal im zweiten Obergeschoss von Schloss Putbus. Beim Brand des Schlosses am 23. Dezember 1865 wurde diese bis auf wenige Ausnahmen vernichtet. Die Hauptbibliothek für die Lehrer war 1907 wieder auf 2294 in Werke in 4795 Bänden, die Schülerbibliothek 3340 Werke in rund 5000 Bänden angewachsen.
Nach der Novemberrevolution wurde das Gymnasium als Staatliches Pädagogium weitergeführt. Mit der Umwandlung zur Nationalpolitischen Erziehungsanstalt Rügen (NPEA Rügen) erfolgte 1941 ein Bruch in der Tradition der Einrichtung.
Nach dem Zweiten Weltkrieg diente das Pädagogium mit seinen Nebengebäuden als Flüchtlingsunterkunft. Kurze Zeit war es Außenstelle der Oberschule Bergen, bevor im Februar 1946 das neugegründete Diesterweg-Institut einzog. Als erstes Institut für Lehrerbildung in Mecklenburg und Vorpommern diente es der Aus- und Fortbildung von Neulehrern. Bis zu 200 Studenten wurden zeitweise vor Ort unterrichtet. 1975 wurde das Institut nach Rostock verlegt.
Anschließend zog eine Sonderschule für Schwerhörige ein, die 1994 als Sonderpädagogisches Zentrum für mehrfach behinderte Hörgeschädigte unter die Trägerschaft des Herbert-Feuchte-Stiftungsverbundes Heide kam. 2000 zog das Zentrum in einen eigenen Neubau um.
In das seitdem leerstehende Pädagogium zog 2002 nach umfangreichen Renovierungsarbeiten das IT-College ein, eine Höhere Berufsfachschule zur Aus- und Weiterbildung für Informatikfachkräfte. 2012 wurde das Insolvenzverfahren für das IT-College eröffnet. Zum 31. März 2014 wurde das IT-College geschlossen. Die Stadt Putbus präferiert Nutzungskonzepte als „Bildungsstätte (Schule), Hotel, Klinik, Restaurant bzw. Tagungsstätte“. Am 6. Dezember 2015 wurde das Pädagogium für 2,3 Millionen Euro an einen unbekannten Telefonbieter versteigert. Der mit dem Käufer abgeschlossene Vertrag konnte nicht durchgeführt werden, da die Kaufsumme nicht bezahlt wurde. Daraufhin erwarb 2016 der zunächst unterlegene Bieter das Objekt. Im Pädagogium entstand ein Hotel.

## Bauten

### Hauptgebäude

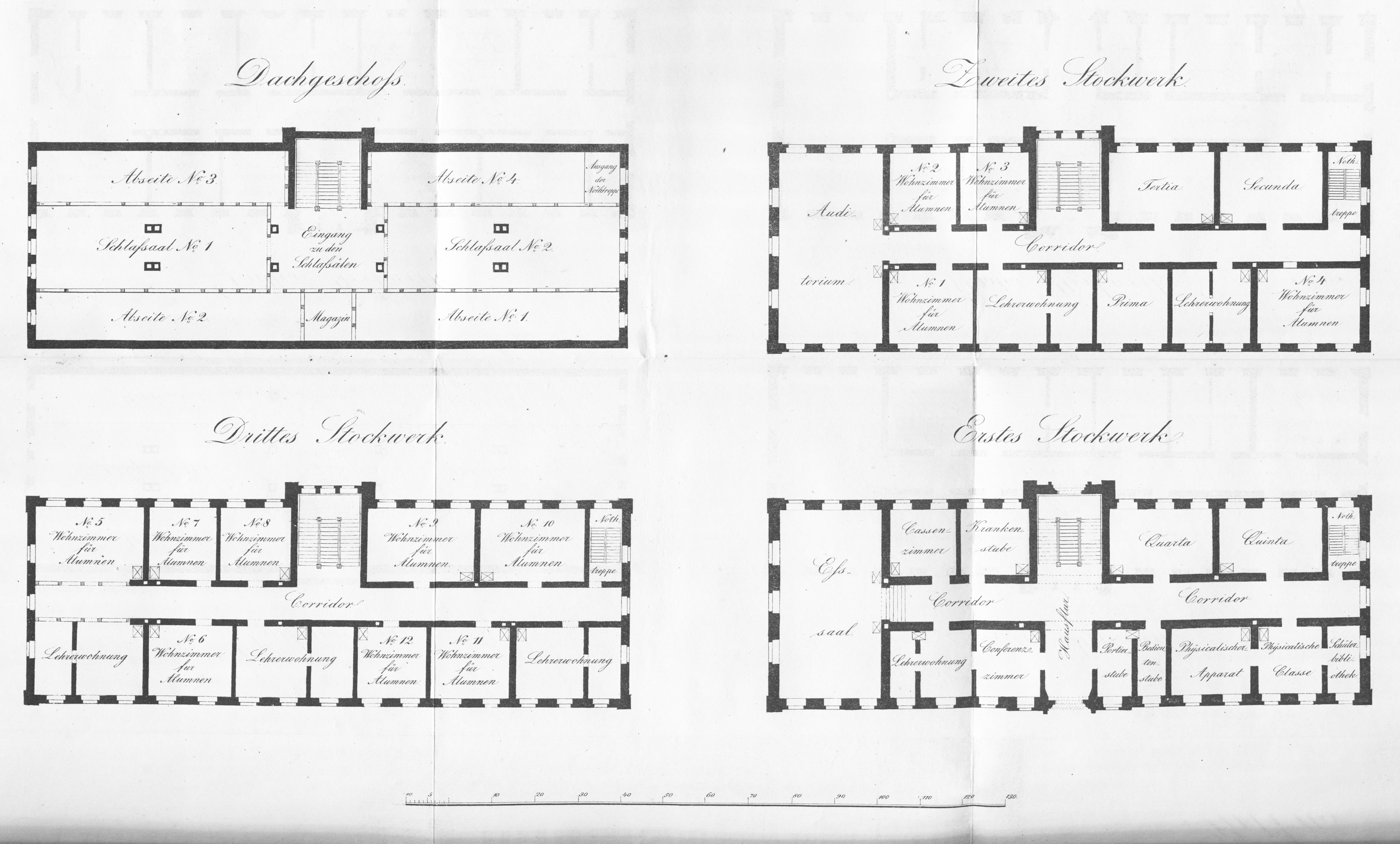
Grundriss 1839

Das 1836 eingeweihte Hauptgebäude des Pädagogiums am Circus Nr. 16 ist ein dreigeschossiger Putzbau von 15 Achsen mit gequadertem Sockel im Stil des Klassizismus. Über den drei mittleren Achsen der Front zum Circus befindet sich eine frontispizartige Gaube mit Dreiecksgiebel. In der Mittelachse befindet sich das rundbogige, mit reicher Dekoration gerahmte Hauptportal. Dieses besitzt eine balkonartige Verdachung, die auf Volutenkonsolen ruht. Dem Eingang ist eine breite vierstufige Freitreppe vorgelegt. Schmale Kaffgesimse trennen die Geschosse. Die Fenster sind gerade verdacht. Über einer Reihe von Terrakottarosetten ruht das Traufgesims auf Terrakottakonsolen.
Im Erdgeschoss befanden sich die Wohnungen des Pförtners und der Schuldiener, die Bibliothek, der Speisesaal, drei Klassenzimmer, das Naturalienkabinett und der Raum für die chemikalische Sammlung und Apparate. Im ersten Obergeschoss befanden sich der Andachtsraum, ein Konferenzraum, das physikalische Kabinett, eine Lehrerwohnung, drei Klassenräume und drei Alumnenzimmer. Das zweite Obergeschoss beherbergte drei Lehrerwohnungen und acht Alumnenzimmer. Im Dachgeschoss befanden sich zwei große Schlafsäle, die sich über die gesamte Länge des Gebäudes erstreckten.
Im Herbst 1889 wurde das Eckhaus Alleestraße 1 gekauft, in dem sich bis dahin ein Hotel und eine Bäckerei befanden. Im Eckhaus wurden drei Lehrerwohnungen eingerichtet und im Erdgeschoss fand 1893 die Hauptbibliothek für die Lehrer in zwei Räumen ihren Platz. Die Lücke zwischen Eckhaus und Hauptgebäude schließt ein zweigeschossiger Verbindungsbau von acht Achsen, der 1889/1890 errichtet wurde. In der durch Lisenen gegliederten Fassade liegen die Erdgeschossfenster in flachen Putzblenden. Unter der niedrigen Attika ist das Hauptgesims verkröpft. Im Obergeschoss befand sich der Zeichensaal, der wegen seiner Größe auch als Festsaal genutzt wurde.
1894/1895 wurde an die Nordseite des Hauptgebäudes ein neuer zweigeschossiger Sanitärtrakt mit Warmwasser angebaut. Im Obergeschoss befand sich ein Lehrraum für naturgeschichtlichen Unterricht. Von 1906 bis 1908 wurde der bisherige Wirtschaftsflügel, der vom Südteil des Hauptgebäudes nach Westen abging, durch einen Neubau ersetzt.

### Lehrerwohnungen und Nebenalumnate
Fürstin Luise zu Putbus schenkte dem Pädagogium 1842 das neuerbaute Haus am Circus Nr. 11 als Amtswohnung für den Religionslehrer, der zugleich Schlossprediger war, und den ersten Oberlehrer. Für den zweiten Oberlehrer wurde 1845 das Haus an der Alleestraße 18 (heute Alleestraße 2) erworben. Auf dem zugehörigen Grundstück wurde ein Wirtschaftshof eingerichtet. 1870 wurde dort eine Turnhalle gebaut.
1884 wurde das neben dem Wohnhaus des Direktors gelegene Wienkoopsche Haus am Circus Nr. 2 erworben, in dem ein kleines Alumnat und eine Lehrerwohnung eingerichtet wurden. 1888 wurde die Krankenpflege in dieses Haus verlegt und im Erdgeschoss die Wohnung für einen Oberlehrer untergebracht, das Nebenalumnat zog in das in diesem Jahr erworbene Kuhnsche Haus gegenüber der Anstalt. 1906 wurde das Gebäude wieder verkauft.
1908 besaß das Pädagogium insgesamt sechs Wohnhäuser.

## Lehrer
- 1836–1852 Ferdinand Hasenbalg (1793–1852), Direktor
- 1836–1878 Franz Biese (1803–1895), Oberlehrer
- 1836–1841 Heinrich Ludwig Bolze (1813–1888), Lehrer
- 1849–1851 Hermann Friedrich Christoph Lehmann (1821–1879), Adjunkt
- 1852–1864 Albert Friedrich Gottschick (1807–1871), Direktor
- 1864–1866 Gustav Lothholz (1822–1903), Direktor
- 1864–1916 Victor Loebe (1840–1916), Professor, Geheimer Studienrat
- 1870–1872 Ludwig Kotelmann (1839–1908), Oberlehrer
- 1873–1907 Friedrich Katter (1842–1913), Oberlehrer
- 1873–1881 Wilhelm Haupt (1846–1932), Lehrer
- 1874–1875 Hermann Mensch (1831–1914), Lehrer

## Bekannte Schüler
- Bernhard von Maltzan (1820–1905), Exzellenz, Oberlandesgerichtspräsident[15], erster Schüler des Pädagogium 1836[16]
- Adolf von Baerenfels, Reichsgerichtsrat
- Alexander von Quistorp, Bankmanager, Ehrenkommendator des Johanniterordens
- Gerdt von Bassewitz, Dramatiker und Schriftsteller
- Alfred Biese, Gymnasialprofessor, Literaturhistoriker
- Gustav Bödcher, Oberbürgermeister von Halberstadt
- Alfred Haas, Historiker, Volkskundler und Gymnasiallehrer
- Detlev von Arnim-Kröchlendorff, Gutsbesitzer, Politiker und evangelischer Kirchenführer
- Friedrich von Homeyer, Gutsbesitzer, Landwirt und Tierzüchter
- Leopold IV., Abitur Michaelis 1891, letzter regierender Fürst von Lippe
- Egon Krenz, SED-Politiker[17]
- Ferdinand von Lochow (Agrarwissenschaftler)
- Bernhard zur Lippe-Biesterfeld (der Ältere), Abitur Ostern 1892, Vater von Bernhard zur Lippe-Biesterfeld
- Julius Ernst zur Lippe-Biesterfeld, Abitur Ostern 1894, Diplomat
- Dietrich von Oertzen, Jurist, Verwaltungsbeamter und Politiker (DNVP)
- Gustav von Oertzen, Kolonialbeamter und kaiserlicher Kommissar in Deutsch-Neuguinea
- Carl Pauli, Gymnasiallehrer, Sprachwissenschaftler und Erforscher der etruskischen Sprache
- Franz Pogge, Politiker (NLP), MdR
- Bruno von Schuckmann, Politiker, MdA, Gouverneur von Deutsch-Südwestafrika
- Gustav Staude, Kommunalpolitiker, Oberbürgermeister von Halle (Saale)
- Fritz von Steinaecker, Rittergutsbesitzer und Politiker, MdR
- Georg Thiele, klassischer Philologe
- Otto Vogel, Gymnasialdirektor und Schriftsteller
- Arnold Wahnschaffe, Verwaltungsjurist, Chef der Reichskanzlei
- Ernst Witte, deutscher Jurist, MdR
- Kurt Wittmer-Eigenbrodt, Jurist, Landwirt und Politiker (DNVP, später CDU)
- Karl von Witzendorff, General der Kavallerie